# アンドロメダ座ウプシロン星e
アンドロメダ座υ星e（アンドロメダざウプシロンせいe、Upsilon Andromedae e）は、アンドロメダ座のアンドロメダ座υ星Aの周囲を公転するもっとも外側の太陽系外惑星である。この惑星は、質量と軌道長半径の面で、最も木星に近い太陽系外惑星である。

## 発見
この惑星は2010年11月22日に発見されたが、論文は12月2日まで公表されなかった。2010年に惑星系の4つ目の惑星が発見されるのは、グリーゼ876e、HD 10180 e、HR 8799 eに次いで4つ目であった。
当初は、この惑星が存在すると惑星系が不安定となり弾き飛ばされてしまうと考えられたため、この惑星は存在しないと考えられていた。しかし2007年、惑星の存在しうる安定性の保てる領域があることが報告された。

## 性質
アンドロメダ座υ星eは、質量が木星より若干大きいだけであり、また軌道長半径が木星と太陽間の5.2043 auに対して、5.2456 auと非常に近いため“Jupiter-twin”と呼ばれる。軌道傾斜角が未知なため下限質量しか決定されていないが、真の質量はもっと大きいと考えられる。十数年かけて恒星を公転する。軌道離心率は0.00536で、惑星の軌道は太陽系のどの惑星よりも円に近い。